# Kolhapur
Kolhapur är en stad i västra Indien och är belägen på Deccan i delstaten Maharashtra, öster om Västra Ghats. Den är administrativ huvudort för distriktet Kolhapur och hade cirka 550 000 invånare vid folkräkningen 2011. Storstadsområdet, inklusive Gandhinagar, beräknades ha cirka 600 000 invånare 2018. 
Stadens flygplats är Kolhapur Airport.